# Europäischer Filmpreis/Bester Ton
Gewinner und Nominierte des Europäischen Filmpreises für den Besten Ton (European Sound) seit Einführung der Kategorie im Jahr 2013. Die Auszeichnung wird zusammen mit weiteren Preisen durch eine Expertenjury als „Exellence Award“ vergeben, ohne Bekanntgabe von Nominierungen.
| Jahr | Preisträger/-in                                                                                   | Filmtitel                                                      |
| 2013 | Matz Müller, Erik Mischijew                                                                       | Paradies: Glaube                                               |
| 2014 | Joakim Sundström                                                                                  | Mauern der Gewalt (Starred Up)                                 |
| 2015 | Vasco Pimentel, Miguel Martins                                                                    | Arabian Nights Volume I–III (As Mil e uma noites – Vol. I-III) |
| 2016 | Radosław Ochnio                                                                                   | 11 minut                                                       |
| 2017 | Oriol Tarragó                                                                                     | Sieben Minuten nach Mitternacht (A Monster Calls)              |
| 2018 | André Bendocchi-Alves, Martin Steyer                                                              | Der Hauptmann                                                  |
| 2019 | Eduardo Esquide, Nacho Royo-Villanova, Laurent Chassaigne                                         | Tage wie Nächte (La noche de 12 años)                          |
| 2020 | Yolande Decarsin                                                                                  | Ein Mädchen (Petite fille)                                     |
| 2021 | Gisle Tveito, Gustaf Berger                                                                       | The Innocents                                                  |
| 2022 | Simone Paolo Olivero, Paolo Benvenuti, Benni Atria, Marco Saitta, Ansgar Frerich, Florian Holzner | Il Buco – Ein Höhlengleichnis (Il buco)                        |
| 2023 | Johnnie Burn, Tarn Willers                                                                        | The Zone of Interest                                           |
| 2024 | Marc-Olivier Brullé, Pierre Bariaud, Charlotte Butrak, Samuel Aïchoun, Rodrigo Diaz               | L’histoire de Souleymane                                       |